# Velký Šenov
Velký Šenov (in tedesco Groß-Schönau in Böhmen) è una città della Repubblica Ceca facente parte del distretto di Děčín, nella regione di Ústí nad Labem.